# ATP World Tour 2012

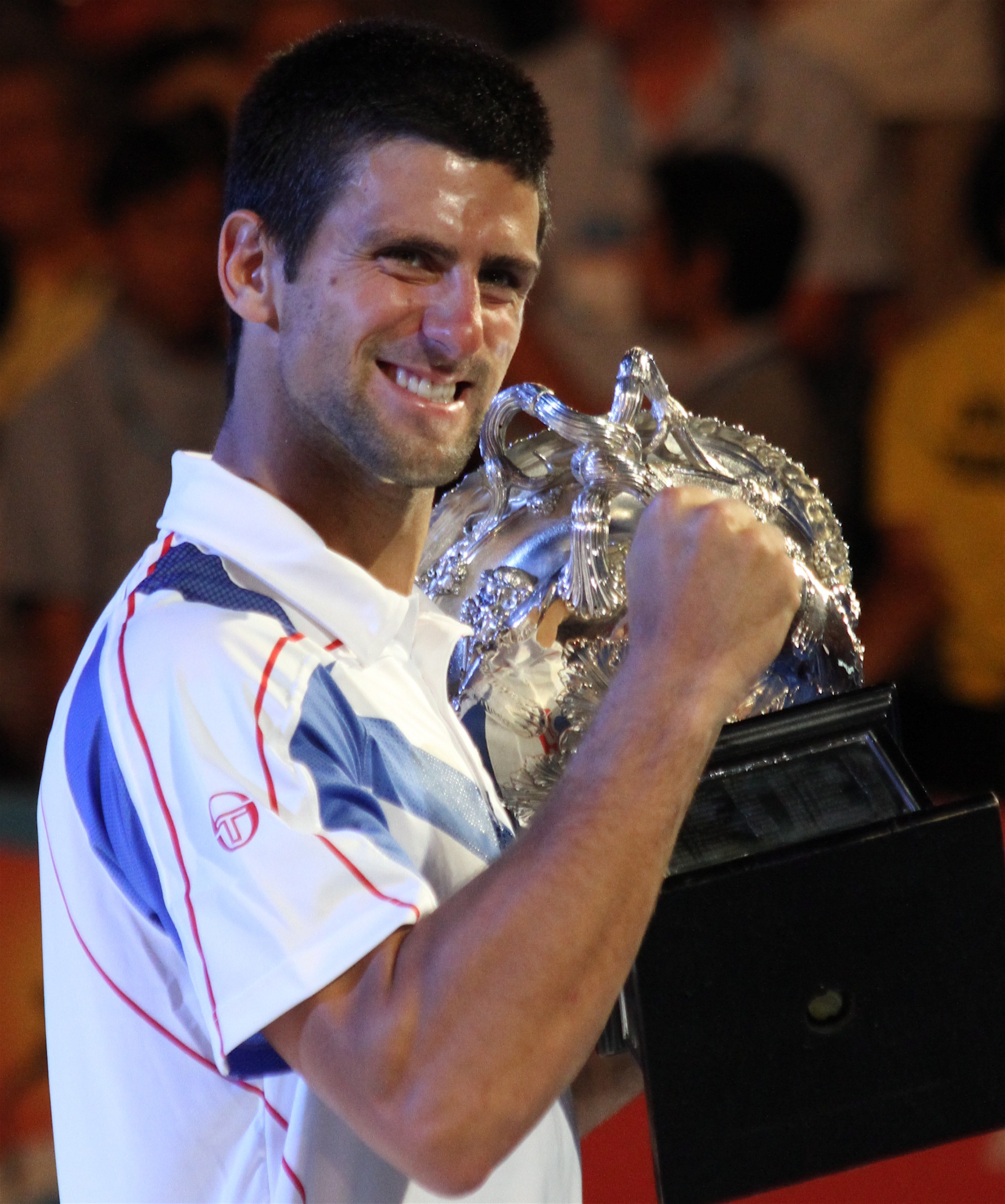
Novak Đoković iniziando la stagione come nº1 del mondo conquista per la seconda volta consecutiva gli Australian Open e conclude l'anno nuovamente da numero 1 del mondo, dopo averla conclusa anche nella stagione precedente. Djokovic inoltre raggiunge 11 finali, vincendone 6, tra le quali anche la finale del master di fine anno.

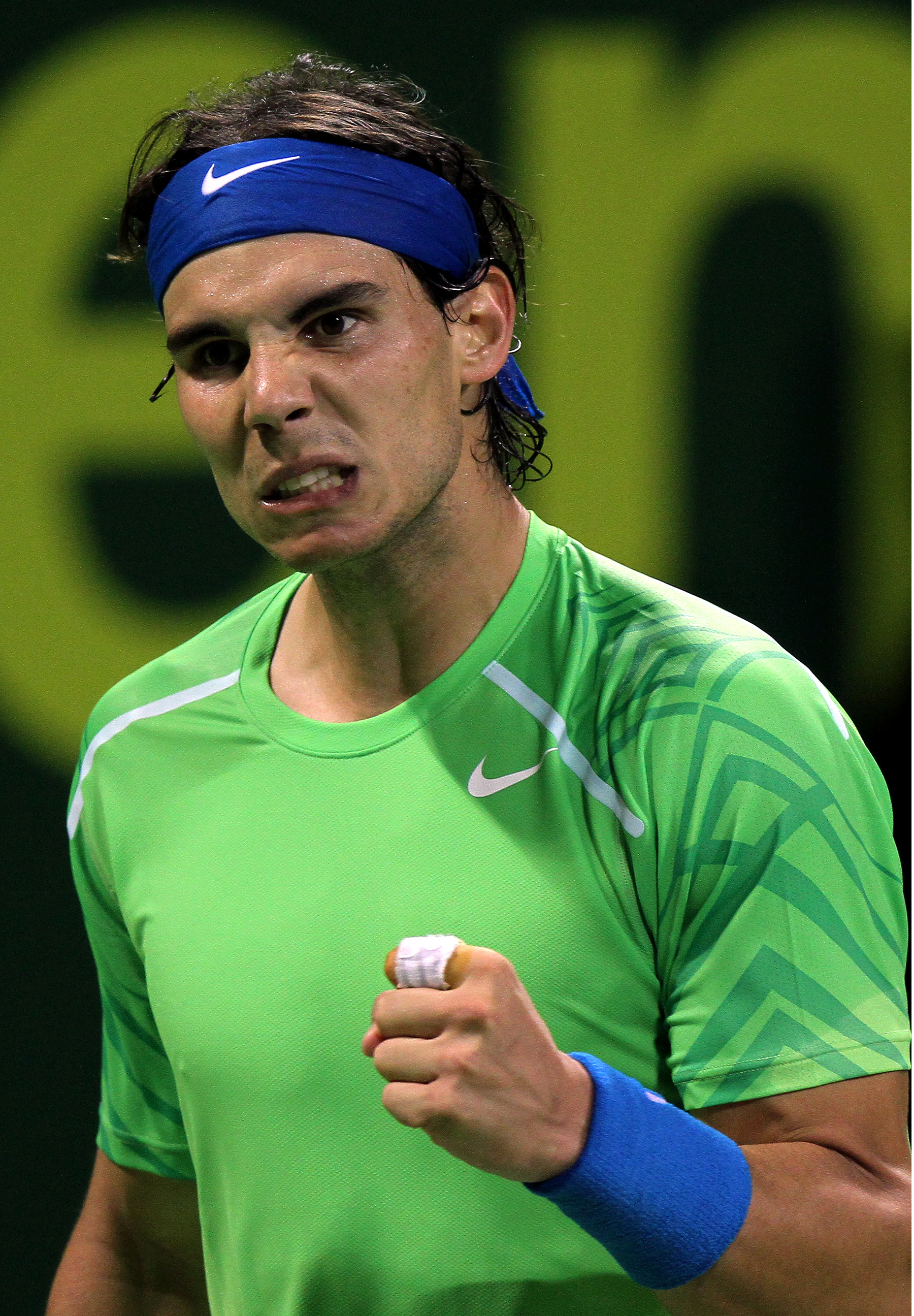
Rafael Nadal vince per la settima volta la Coppa dei Moschettieri, superando il record di 6 vittorie di Borg

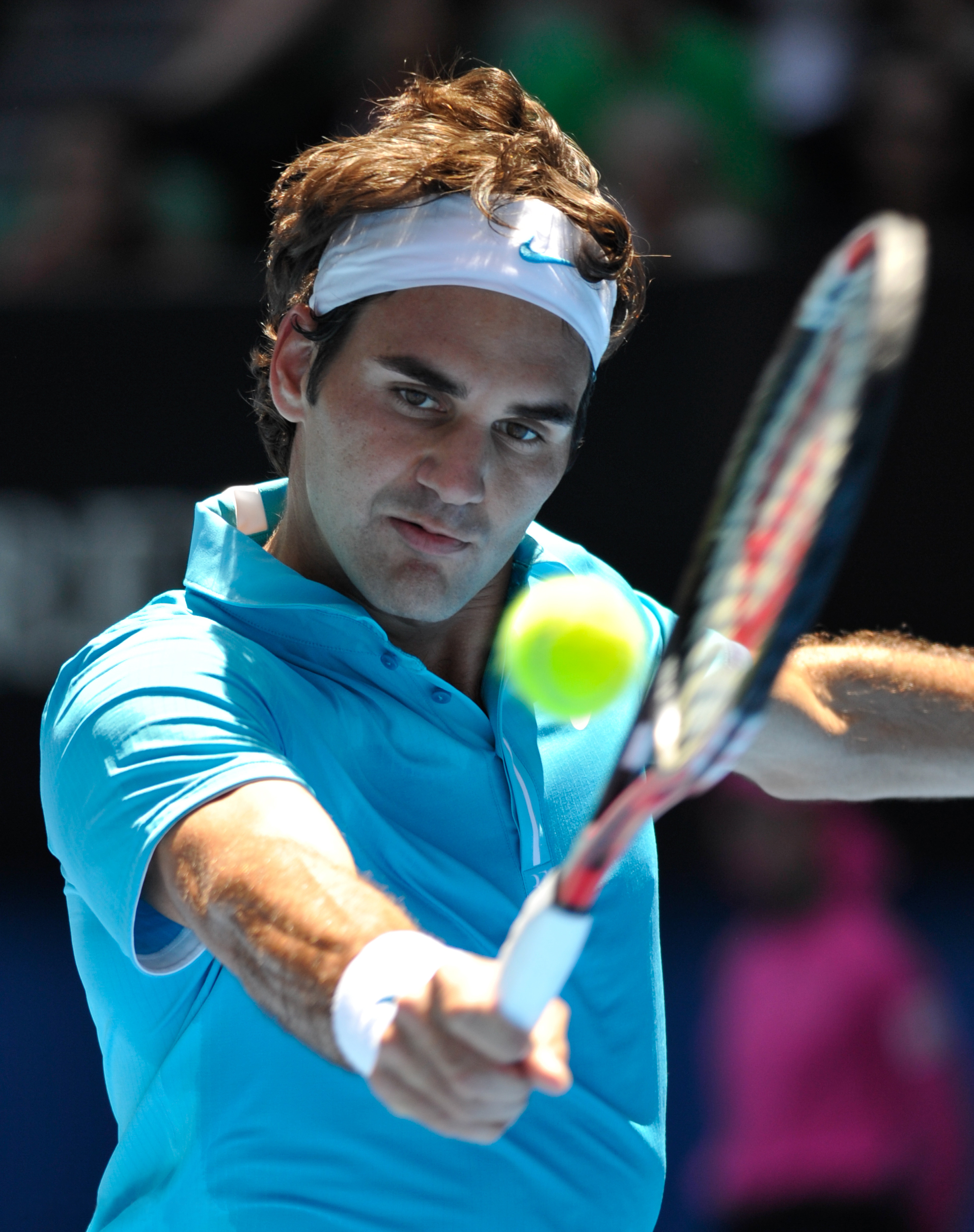
Roger Federer vince lo slam numero 17 in carriera. Si aggiudica per la settima volta il Torneo di Wimbledon, record condiviso con Sampras e William Renshaw, e diventa il giocatore con più settimane passate al vertice del ranking ATP

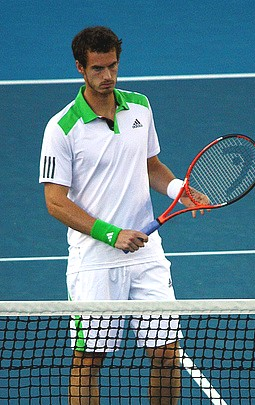
Andy Murray conquista l'oro ai Giochi Olimpici e lo US Open, suo primo Slam della carriera

L'ATP World Tour 2012 è un insieme di tornei organizzati dall'ATP divisi in quattro categorie: tornei del Grande Slam, Masters 1000, 500 e 250. A questi si aggiungono anche la Coppa Davis, l'ATP World Tour Finals, la World Team Cup, la Hopman Cup e il torneo di tennis della XXX Olimpiade. Gli Slam, la Coppa Davis e gli eventi a squadre sono organizzati dalla ITF.

## Calendario
Questo è il calendario completo degli eventi del 2012, con i risultati in progressione dai quarti di finale.
Legenda
| Grande Slam                 |
| Giochi olimpici             |
| ATP World Tour Finals       |
| ATP World Tour Masters 1000 |
| ATP World Tour 500          |
| ATP World Tour 250          |
| Torneo a squadre            |

### Gennaio
| Settimana             | Torneo | Campioni                                             | Finalisti                             | Semifinalisti                                                  | Eliminati ai quarti                                                     |
| --------------------- | --- | ---------------------------------------------------- | ------------------------------------- | -------------------------------------------------------------- | ----------------------------------------------------------------------- |
| 2 gennaio             | Hopman Cup 2012 Perth, Australia Hopman Cup 1 000 000 A$ - Cemento indoor - 8 squadre (RR)                                        | Rep. Ceca 2-0                                        | Francia                               | Perdenti Round Robin (Gruppo A) Stati Uniti Bulgaria Danimarca | Perdenti Round Robin (Gruppo B) Cina Australia Spagna                   |
| 2 gennaio             | Brisbane International 2012 Brisbane, Australia ATP World Tour 250 372 500 $ - Cemento - 32S/32Q/16D Singolare - Doppio           | Andy Murray 6-1, 6-3                                 | Aleksandr Dolhopolov                  | Bernard Tomić Gilles Simon                                     | Marcos Baghdatis Denis Istomin Radek Štěpánek Santiago Giraldo          |
| 2 gennaio             | Brisbane International 2012 Brisbane, Australia ATP World Tour 250 372 500 $ - Cemento - 32S/32Q/16D Singolare - Doppio           | Maks Mirny Daniel Nestor 6–1, 6–2                    | Jürgen Melzer Philipp Petzschner      | Bernard Tomić Gilles Simon                                     | Marcos Baghdatis Denis Istomin Radek Štěpánek Santiago Giraldo          |
| 2 gennaio             | Aircel Chennai Open 2012 Chennai, India ATP World Tour 250 398 250 $ - Cemento - 32S/32Q/16D Singolare - Doppio                   | Milos Raonic 6(4)–7, 7–6(4), 7–6(4)                  | Janko Tipsarević                      | Gō Soeda Nicolás Almagro                                       | David Goffin Stan Wawrinka Dudi Sela Yūichi Sugita                      |
| 2 gennaio             | Aircel Chennai Open 2012 Chennai, India ATP World Tour 250 398 250 $ - Cemento - 32S/32Q/16D Singolare - Doppio                   | Leander Paes Janko Tipsarević 6-4, 6-4               | Jonathan Erlich Andy Ram              | Gō Soeda Nicolás Almagro                                       | David Goffin Stan Wawrinka Dudi Sela Yūichi Sugita                      |
| 2 gennaio             | Qatar ExxonMobil Open 2012 Doha, Qatar ATP World Tour 250 1 024 000 $ - Cemento - 32S/32Q/16D Singolare - Doppio                  | Jo-Wilfried Tsonga 7-5, 6-4                          | Gaël Monfils                          | Rafael Nadal Roger Federer                                     | Michail Južnyj Viktor Troicki Albert Ramos Viñolas Andreas Seppi        |
| 2 gennaio             | Qatar ExxonMobil Open 2012 Doha, Qatar ATP World Tour 250 1 024 000 $ - Cemento - 32S/32Q/16D Singolare - Doppio                  | Filip Polášek Lukáš Rosol 6-3, 6-4                   | Christopher Kas Philipp Kohlschreiber | Rafael Nadal Roger Federer                                     | Michail Južnyj Viktor Troicki Albert Ramos Viñolas Andreas Seppi        |
| 9 gennaio             | Apia International Sydney 2012 Sydney, Australia ATP World Tour 250 372 500 $ - Cemento - 28S/32Q/16D Singolare - Doppio          | Jarkko Nieminen 6-2, 7-5                             | Julien Benneteau                      | Marcos Baghdatis Denis Istomin                                 | Juan Martín del Potro Alex Bogomolov Jr. Richard Gasquet Bobby Reynolds |
| 9 gennaio             | Apia International Sydney 2012 Sydney, Australia ATP World Tour 250 372 500 $ - Cemento - 28S/32Q/16D Singolare - Doppio          | Bob Bryan Mike Bryan 6-1, 6-1                        | Matthew Ebden Jarkko Nieminen         | Marcos Baghdatis Denis Istomin                                 | Juan Martín del Potro Alex Bogomolov Jr. Richard Gasquet Bobby Reynolds |
| 9 gennaio             | Heineken Open 2012 Auckland, Nuova Zelanda ATP World Tour 250 355 500 $ - Cemento - 28S/32Q/16D Singolare - Doppio                | David Ferrer 6-3, 6-4                                | Olivier Rochus                        | Fernando Verdasco Philipp Kohlschreiber                        | Alejandro Falla Guillermo García López Benoît Paire Nicolás Almagro     |
| 9 gennaio             | Heineken Open 2012 Auckland, Nuova Zelanda ATP World Tour 250 355 500 $ - Cemento - 28S/32Q/16D Singolare - Doppio                | Oliver Marach Alexander Peya 6-3, 6-2                | František Čermák Filip Polášek        | Fernando Verdasco Philipp Kohlschreiber                        | Alejandro Falla Guillermo García López Benoît Paire Nicolás Almagro     |
| 16 gennaio 23 gennaio | Australian Open 2012 Melbourne, Australia Grande Slam 25 000 000 A$ - Cemento 128S/128Q/64D/32X Singolare - Doppio - Doppio misto | Novak Đoković 5-7, 6-4, 6-2, 6(5)–7, 7-5             | Rafael Nadal                          | Andy Murray Roger Federer                                      | David Ferrer Kei Nishikori Juan Martín del Potro Tomáš Berdych          |
| 16 gennaio 23 gennaio | Australian Open 2012 Melbourne, Australia Grande Slam 25 000 000 A$ - Cemento 128S/128Q/64D/32X Singolare - Doppio - Doppio misto | Leander Paes Radek Štěpánek 7-6(1), 6-2              | Bob Bryan Mike Bryan                  | Andy Murray Roger Federer                                      | David Ferrer Kei Nishikori Juan Martín del Potro Tomáš Berdych          |
| 16 gennaio 23 gennaio | Australian Open 2012 Melbourne, Australia Grande Slam 25 000 000 A$ - Cemento 128S/128Q/64D/32X Singolare - Doppio - Doppio misto | Bethanie Mattek-Sands Horia Tecău 6-3, 5-7, [10-3]   | Elena Vesnina Leander Paes            | Andy Murray Roger Federer                                      | David Ferrer Kei Nishikori Juan Martín del Potro Tomáš Berdych          |
| 30 gennaio            | Open Sud de France 2012 Montpellier, Francia ATP World Tour 250 442 500 $ - Cemento indoor - 32S/32Q/16D Singolare - Doppio       | Tomáš Berdych 6-2, 4-6, 6-3                          | Gaël Monfils                          | Philipp Kohlschreiber Gilles Simon                             | Nicolas Mahut Richard Gasquet Jarkko Nieminen Guillaume Rufin           |
| 30 gennaio            | Open Sud de France 2012 Montpellier, Francia ATP World Tour 250 442 500 $ - Cemento indoor - 32S/32Q/16D Singolare - Doppio       | Nicolas Mahut Édouard Roger-Vasselin 6-4, 7–6(4)     | Paul Hanley Jamie Murray              | Philipp Kohlschreiber Gilles Simon                             | Nicolas Mahut Richard Gasquet Jarkko Nieminen Guillaume Rufin           |
| 30 gennaio            | PBZ Zagreb Indoors 2012 Zagabria, Croazia ATP World Tour 250 398 250 € - Cemento indoor - 32S/32Q/16D Singolare - Doppio          | Michail Južnyj 6-2, 6-3                              | Lukáš Lacko                           | Michael Berrer Marcos Baghdatis                                | Jürgen Melzer Ivo Karlović Ivan Dodig Robin Haase                       |
| 30 gennaio            | PBZ Zagreb Indoors 2012 Zagabria, Croazia ATP World Tour 250 398 250 € - Cemento indoor - 32S/32Q/16D Singolare - Doppio          | Marcos Baghdatis Michail Južnyj 6-2, 6-2             | Ivan Dodig Mate Pavić                 | Michael Berrer Marcos Baghdatis                                | Jürgen Melzer Ivo Karlović Ivan Dodig Robin Haase                       |
| 30 gennaio            | Movistar Open 2012 Viña del Mar, Cile ATP World Tour 250 398 250 $ - Terra rossa - 32S/32Q/16D Singolare - Doppio                 | Juan Mónaco 6-3, 6(1)-7, 6-1                         | Carlos Berlocq                        | Jérémy Chardy Juan Ignacio Chela                               | Albert Montañés Frederico Gil Federico Delbonis João Souza              |
| 30 gennaio            | Movistar Open 2012 Viña del Mar, Cile ATP World Tour 250 398 250 $ - Terra rossa - 32S/32Q/16D Singolare - Doppio                 | Frederico Gil Daniel Gimeno Traver 1-6, 7-5, [12-10] | Pablo Andújar Carlos Berlocq          | Jérémy Chardy Juan Ignacio Chela                               | Albert Montañés Frederico Gil Federico Delbonis João Souza              |

### Febbraio
| Settimana   | Torneo | Campioni | Finalisti                                                                              | Semifinalisti                        | Eliminati ai quarti                                                  |
| ----------- | --- | --- | -------------------------------------------------------------------------------------- | ------------------------------------ | -------------------------------------------------------------------- |
| 6 febbraio  | Coppa Davis 2012 Primo turno Oviedo, Spagna – Terra rossa indoor Wiener Neustadt, Austria – Cemento indoor Vancouver, Canada – Cemento indoor Friburgo, Svizzera – Terra rossa indoor Ostrava, Repubblica Ceca - Cemento indoor Niš, Serbia – Cemento indoor Kōbe, Giappone – Cemento indoor Bamberga, Germania – Terra rossa indoor | Vincenti primo turno Spagna 5-0 Austria 3-2 Francia 4-1 Stati Uniti 5-0 Rep. Ceca 4-1 Serbia 4-1 Croazia 3-2 Argentina 4-1 | Perdenti primo turno Kazakistan Russia Canada Svizzera Italia Svezia Giappone Germania |                                      |                                                                      |
| 13 febbraio | SAP Open 2012 San Jose, Stati Uniti ATP World Tour 250 531 000 $ - Cemento indoor - 32S/32Q/16D Singolare - Doppio | Milos Raonic 7–6(3), 6-2                                                                                                   | Denis Istomin                                                                          | Ryan Harrison Julien Benneteau       | Dimitar Kutrovsky Kevin Anderson Steve Darcis Andy Roddick           |
| 13 febbraio | SAP Open 2012 San Jose, Stati Uniti ATP World Tour 250 531 000 $ - Cemento indoor - 32S/32Q/16D Singolare - Doppio | Mark Knowles Xavier Malisse 6-4, 1-6, [10-5]                                                                               | Kevin Anderson Frank Moser                                                             | Ryan Harrison Julien Benneteau       | Dimitar Kutrovsky Kevin Anderson Steve Darcis Andy Roddick           |
| 13 febbraio | Rotterdam Open 2012 Rotterdam, Paesi Bassi ATP World Tour 500 1 150 000 € - Cemento indoor - 32S/32Q/16D Singolare - Doppio | Roger Federer 6-1, 6-4 | Juan Martín del Potro                                                                  | Nikolaj Davydenko Tomáš Berdych      | Jarkko Nieminen Richard Gasquet Andreas Seppi Viktor Troicki         |
| 13 febbraio | Rotterdam Open 2012 Rotterdam, Paesi Bassi ATP World Tour 500 1 150 000 € - Cemento indoor - 32S/32Q/16D Singolare - Doppio | Michaël Llodra Nenad Zimonjić 4-6, 7-5, [16-14]                                                                            | Robert Lindstedt Horia Tecău                                                           | Nikolaj Davydenko Tomáš Berdych      | Jarkko Nieminen Richard Gasquet Andreas Seppi Viktor Troicki         |
| 13 febbraio | Brasil Open 2012 San Paolo, Brasile ATP World Tour 250 442 500 $ - Terra rossa - 32S/32Q/16D Singolare - Doppio | Nicolás Almagro 6-3, 4-6, 6-4                                                                                              | Filippo Volandri                                                                       | Albert Ramos Viñolas Thomaz Bellucci | Carlos Berlocq Fernando Verdasco Leonardo Mayer David Nalbandian     |
| 13 febbraio | Brasil Open 2012 San Paolo, Brasile ATP World Tour 250 442 500 $ - Terra rossa - 32S/32Q/16D Singolare - Doppio | Eric Butorac Bruno Soares 3-6, 6-4, [10-8]                                                                                 | Michal Mertiňák André Sá                                                               | Albert Ramos Viñolas Thomaz Bellucci | Carlos Berlocq Fernando Verdasco Leonardo Mayer David Nalbandian     |
| 20 febbraio | Copa Claro 2012 Buenos Aires, Argentina ATP World Tour 250 475 300 $ - Terra rossa - 32S/32Q/16D Singolare - Doppio | David Ferrer 4–6, 6–3, 6–2                                                                                                 | Nicolás Almagro                                                                        | David Nalbandian Stan Wawrinka       | Fernando González Carlos Berlocq Kei Nishikori Igor' Andreev         |
| 20 febbraio | Copa Claro 2012 Buenos Aires, Argentina ATP World Tour 250 475 300 $ - Terra rossa - 32S/32Q/16D Singolare - Doppio | David Marrero Fernando Verdasco 6–4, 6–4                                                                                   | Michal Mertiňák André Sá                                                               | David Nalbandian Stan Wawrinka       | Fernando González Carlos Berlocq Kei Nishikori Igor' Andreev         |
| 20 febbraio | Open 13 2012 Marsiglia, Francia ATP World Tour 250 512 750 € - Cemento indoor - 32S/32Q/16D Singolare - Doppio | Juan Martín del Potro 6–4, 6–4                                                                                             | Michaël Llodra                                                                         | Jo-Wilfried Tsonga Janko Tipsarević  | Édouard Roger-Vasselin Richard Gasquet Ivan Ljubičić Albano Olivetti |
| 20 febbraio | Open 13 2012 Marsiglia, Francia ATP World Tour 250 512 750 € - Cemento indoor - 32S/32Q/16D Singolare - Doppio | Nicolas Mahut Édouard Roger-Vasselin 3–6, 6–3, [10–6]                                                                      | Dustin Brown Jo-Wilfried Tsonga                                                        | Jo-Wilfried Tsonga Janko Tipsarević  | Édouard Roger-Vasselin Richard Gasquet Ivan Ljubičić Albano Olivetti |
| 20 febbraio | Regions Morgan Keegan Championships 2012 Memphis, Stati Uniti ATP World Tour 500 1 100 000 $ - Cemento indoor - 32S/32Q/16D Singolare - Doppio | Jürgen Melzer 7–5, 7–6(4)                                                                                                  | Milos Raonic                                                                           | Radek Štěpánek Benjamin Becker       | John Isner Sam Querrey Olivier Rochus Łukasz Kubot                   |
| 20 febbraio | Regions Morgan Keegan Championships 2012 Memphis, Stati Uniti ATP World Tour 500 1 100 000 $ - Cemento indoor - 32S/32Q/16D Singolare - Doppio | Maks Mirny Daniel Nestor 4–6, 7–5, [10–7]                                                                                  | Ivan Dodig Marcelo Melo                                                                | Radek Štěpánek Benjamin Becker       | John Isner Sam Querrey Olivier Rochus Łukasz Kubot                   |
| 27 febbraio | Dubai Tennis Championships 2012 Dubai, Emirati Arabi Uniti ATP World Tour 500 1 619 500 $ - Cemento - 32S/32Q/16D Singolare - Doppio | Roger Federer 7-5, 6-4 | Andy Murray                                                                            | Novak Đoković Juan Martín del Potro  | Janko Tipsarević Tomáš Berdych Jo-Wilfried Tsonga Michail Južnyj     |
| 27 febbraio | Dubai Tennis Championships 2012 Dubai, Emirati Arabi Uniti ATP World Tour 500 1 619 500 $ - Cemento - 32S/32Q/16D Singolare - Doppio | Mahesh Bhupathi Rohan Bopanna 6-4, 3-6, [10-5]                                                                             | Mariusz Fyrstenberg Marcin Matkowski                                                   | Novak Đoković Juan Martín del Potro  | Janko Tipsarević Tomáš Berdych Jo-Wilfried Tsonga Michail Južnyj     |
| 27 febbraio | Delray Beach Int'l Tennis Championships 2012 Delray Beach, Stati Uniti ATP World Tour 250 442 500 $ - Cemento - 32S/32Q/16D Singolare - Doppio | Kevin Anderson 6-4, 7–6(2)                                                                                                 | Marinko Matosevic                                                                      | John Isner Dudi Sela                 | Bernard Tomić Andy Roddick Ernests Gulbis Philipp Kohlschreiber      |
| 27 febbraio | Delray Beach Int'l Tennis Championships 2012 Delray Beach, Stati Uniti ATP World Tour 250 442 500 $ - Cemento - 32S/32Q/16D Singolare - Doppio | Colin Fleming Ross Hutchins 2-6, 7–6(5), [15-13]                                                                           | Michal Mertiňák André Sá                                                               | John Isner Dudi Sela                 | Bernard Tomić Andy Roddick Ernests Gulbis Philipp Kohlschreiber      |
| 27 febbraio | Abierto Mexicano de Tenis 2012 Acapulco, Messico ATP World Tour 500 955 000 $ - Terra rossa - 32S/32Q/16D Singolare - Doppio | David Ferrer 6-1, 6-2 | Fernando Verdasco                                                                      | Santiago Giraldo Stan Wawrinka       | Pablo Andújar Carlos Berlocq Jérémy Chardy Nicolás Almagro           |
| 27 febbraio | Abierto Mexicano de Tenis 2012 Acapulco, Messico ATP World Tour 500 955 000 $ - Terra rossa - 32S/32Q/16D Singolare - Doppio | David Marrero Fernando Verdasco 6-3, 6-4                                                                                   | Marcel Granollers Marc López                                                           | Santiago Giraldo Stan Wawrinka       | Pablo Andújar Carlos Berlocq Jérémy Chardy Nicolás Almagro           |

### Marzo
| Settimana         | Torneo | Campioni                                     | Finalisti                | Semifinalisti              | Eliminati ai quarti                                                 |
| ----------------- | --- | -------------------------------------------- | ------------------------ | -------------------------- | ------------------------------------------------------------------- |
| 6 marzo 13 marzo  | Indian Wells Open 2012 Indian Wells, Stati Uniti ATP World Tour Masters 1000 4 694 969 $ - Cemento - 96S/48Q/32D Singolare - Doppio | Roger Federer 7–6(7), 6-3                    | John Isner               | Novak Đoković Rafael Nadal | Nicolás Almagro Gilles Simon Juan Martín del Potro David Nalbandian |
| 6 marzo 13 marzo  | Indian Wells Open 2012 Indian Wells, Stati Uniti ATP World Tour Masters 1000 4 694 969 $ - Cemento - 96S/48Q/32D Singolare - Doppio | Marc López Rafael Nadal 6-2, 7–6(3)          | John Isner Sam Querrey   | Novak Đoković Rafael Nadal | Nicolás Almagro Gilles Simon Juan Martín del Potro David Nalbandian |
| 20 marzo 27 marzo | Sony Ericsson Open 2012 Miami, Stati Uniti ATP World Tour Masters 1000 3 973 050 $ - Cemento - 96S/48Q/32D Singolare - Doppio       | Novak Đoković 6-1, 7–6(4)                    | Andy Murray              | Juan Mónaco Rafael Nadal   | David Ferrer Mardy Fish Janko Tipsarević Jo-Wilfried Tsonga         |
| 20 marzo 27 marzo | Sony Ericsson Open 2012 Miami, Stati Uniti ATP World Tour Masters 1000 3 973 050 $ - Cemento - 96S/48Q/32D Singolare - Doppio       | Leander Paes Radek Štěpánek 3-6, 6-1, [10-8] | Maks Mirny Daniel Nestor | Juan Mónaco Rafael Nadal   | David Ferrer Mardy Fish Janko Tipsarević Jo-Wilfried Tsonga         |

### Aprile
| Settimana | Torneo | Campioni                                                                         | Finalisti                                                | Semifinalisti                      | Eliminati ai quarti                                                       |
| --------- | --- | -------------------------------------------------------------------------------- | -------------------------------------------------------- | ---------------------------------- | ------------------------------------------------------------------------- |
| 2 aprile  | Quarti di finale Coppa Davis 2012 Oropesa del Mar - Terra rossa Roccabruna - Terra rossa Praga - Terra indoor Buenos Aires - Terra rossa         | Vincenti quarti di finale Spagna 4-1 Stati Uniti 3-2 Rep. Ceca 4-1 Argentina 4-1 | Perdenti quarti di finale Austria Francia Serbia Croazia |                                    |                                                                           |
| 5 aprile  | Grand Prix Hassan II 2012 Casablanca, Marocco ATP World Tour 250 398 250 € - Terra rossa - 32S/32Q/16D Singolare - Doppio                        | Pablo Andújar 6-1, 7–6(5)                                                        | Albert Ramos Viñolas                                     | Flavio Cipolla Igor' Andreev       | Jérémy Chardy Guillermo García López Sergio Gutiérrez-Ferrol Benoît Paire |
| 5 aprile  | Grand Prix Hassan II 2012 Casablanca, Marocco ATP World Tour 250 398 250 € - Terra rossa - 32S/32Q/16D Singolare - Doppio                        | Dustin Brown Paul Hanley 7-5, 6-3                                                | Daniele Bracciali Fabio Fognini                          | Flavio Cipolla Igor' Andreev       | Jérémy Chardy Guillermo García López Sergio Gutiérrez-Ferrol Benoît Paire |
| 5 aprile  | U.S. Men's Clay Court Championships 2012 Houston, Stati Uniti ATP World Tour 250 442 500 $ - Terra rossa - 32S/32Q/16D Singolare - Doppio        | Juan Mónaco 6-2, 3-6, 6-3                                                        | John Isner                                               | Feliciano López Michael Russell    | Ryan Harrison Kevin Anderson Carlos Berlocq Ryan Sweeting                 |
| 5 aprile  | U.S. Men's Clay Court Championships 2012 Houston, Stati Uniti ATP World Tour 250 442 500 $ - Terra rossa - 32S/32Q/16D Singolare - Doppio        | James Blake Sam Querrey 7–6(14), 6-4                                             | Treat Conrad Huey Dominic Inglot                         | Feliciano López Michael Russell    | Ryan Harrison Kevin Anderson Carlos Berlocq Ryan Sweeting                 |
| 16 aprile | Monte Carlo Masters 2012 Monte Carlo, Monaco ATP World Tour Masters 1000 2 227 500 € - Terra rossa - 56S/28Q/24D Singolare - Doppio              | Rafael Nadal 6-3, 6-1                                                            | Novak Đoković                                            | Tomáš Berdych Gilles Simon         | Robin Haase Andy Murray Jo-Wilfried Tsonga Stan Wawrinka                  |
| 16 aprile | Monte Carlo Masters 2012 Monte Carlo, Monaco ATP World Tour Masters 1000 2 227 500 € - Terra rossa - 56S/28Q/24D Singolare - Doppio              | Bob Bryan Mike Bryan 6-2, 6-3                                                    | Maks Mirny Daniel Nestor                                 | Tomáš Berdych Gilles Simon         | Robin Haase Andy Murray Jo-Wilfried Tsonga Stan Wawrinka                  |
| 23 aprile | Barcelona Open Banc Sabadell 2012 Barcellona, Spagna ATP World Tour 500 1 550 000 € - Terra rossa - 56S/28Q/24D Singolare - Doppio               | Rafael Nadal 7-6(1), 7-5                                                         | David Ferrer                                             | Fernando Verdasco Milos Raonic     | Janko Tipsarević Kei Nishikori Feliciano López Andy Murray                |
| 23 aprile | Barcelona Open Banc Sabadell 2012 Barcellona, Spagna ATP World Tour 500 1 550 000 € - Terra rossa - 56S/28Q/24D Singolare - Doppio               | Mariusz Fyrstenberg Marcin Matkowski 2-6, 7–6(7), [10-8]                         | Marcel Granollers Marc López                             | Fernando Verdasco Milos Raonic     | Janko Tipsarević Kei Nishikori Feliciano López Andy Murray                |
| 23 aprile | Romanian Open 2012 Bucarest, Romania ATP World Tour 250 450 000 € - Terra rossa - 32S/32Q/16D Singolare - Doppio                                 | Gilles Simon 6-4, 6-3                                                            | Fabio Fognini                                            | Matthias Bachinger Attila Balázs   | Łukasz Kubot Daniel Brands Andreas Seppi Xavier Malisse                   |
| 23 aprile | Romanian Open 2012 Bucarest, Romania ATP World Tour 250 450 000 € - Terra rossa - 32S/32Q/16D Singolare - Doppio                                 | Robert Lindstedt Horia Tecău 7–6(2), 6-3                                         | Jérémy Chardy Łukasz Kubot                               | Matthias Bachinger Attila Balázs   | Łukasz Kubot Daniel Brands Andreas Seppi Xavier Malisse                   |
| 30 aprile | Internazionali di Tennis di Baviera 2012 Monaco di Baviera, Germania ATP World Tour 250 398 250 € - Terra rossa - 32S/32Q/16D Singolare - Doppio | Philipp Kohlschreiber 7–6(8), 6-3                                                | Marin Čilić                                              | Tommy Haas Feliciano López         | Marcos Baghdatis Michail Južnyj Marinko Matosevic Bernard Tomić           |
| 30 aprile | Internazionali di Tennis di Baviera 2012 Monaco di Baviera, Germania ATP World Tour 250 398 250 € - Terra rossa - 32S/32Q/16D Singolare - Doppio | František Čermák Filip Polášek 6-4, 7-5                                          | Xavier Malisse Dick Norman                               | Tommy Haas Feliciano López         | Marcos Baghdatis Michail Južnyj Marinko Matosevic Bernard Tomić           |
| 30 aprile | Estoril Open 2012 Estoril, Portogallo ATP World Tour 250 398 250 € - Terra rossa - 28S/32Q/16D Singolare - Doppio                                | Juan Martín del Potro 6-4, 6-2                                                   | Richard Gasquet                                          | Stan Wawrinka Albert Ramos Viñolas | Albert Montañés Robin Haase João Sousa Daniel Muñoz de la Nava            |
| 30 aprile | Estoril Open 2012 Estoril, Portogallo ATP World Tour 250 398 250 € - Terra rossa - 28S/32Q/16D Singolare - Doppio                                | Aisam-ul-Haq Qureshi Jean-Julien Rojer 7-5, 7-5                                  | Julian Knowle David Marrero                              | Stan Wawrinka Albert Ramos Viñolas | Albert Montañés Robin Haase João Sousa Daniel Muñoz de la Nava            |
| 30 aprile | Serbia Open 2012 Belgrado, Serbia ATP World Tour 250 373 200 € - Terra rossa - 32S/32Q/16D Singolare - Doppio                                    | Andreas Seppi 6-3, 6-2                                                           | Benoît Paire                                             | Pablo Andújar David Nalbandian     | Lukáš Rosol Jarkko Nieminen João Souza Gilles Müller                      |
| 30 aprile | Serbia Open 2012 Belgrado, Serbia ATP World Tour 250 373 200 € - Terra rossa - 32S/32Q/16D Singolare - Doppio                                    | Jonathan Erlich Andy Ram 4-6, 6-2, [10-6]                                        | Martin Emmrich Andreas Siljeström                        | Pablo Andújar David Nalbandian     | Lukáš Rosol Jarkko Nieminen João Souza Gilles Müller                      |

### Maggio
| Settimana          | Torneo | Campioni                                      | Finalisti                              | Semifinalisti                                    | Eliminati ai quarti                                                  |
| ------------------ | --- | --------------------------------------------- | -------------------------------------- | ------------------------------------------------ | -------------------------------------------------------------------- |
| 7 maggio           | Mutua Madrid Open 2012 Madrid, Spagna ATP World Tour Masters 1000 2 835 000 € - Terra blu - 56S/28Q/24D Singolare - Doppio       | Roger Federer 3-6, 7-5, 7-5                   | Tomáš Berdych                          | Janko Tipsarević Juan Martín del Potro           | Fernando Verdasco Aleksandr Dolhopolov David Ferrer Novak Đoković    |
| 7 maggio           | Mutua Madrid Open 2012 Madrid, Spagna ATP World Tour Masters 1000 2 835 000 € - Terra blu - 56S/28Q/24D Singolare - Doppio       | Mariusz Fyrstenberg Marcin Matkowski 6-3, 6-4 | Robert Lindstedt Horia Tecău           | Janko Tipsarević Juan Martín del Potro           | Fernando Verdasco Aleksandr Dolhopolov David Ferrer Novak Đoković    |
| 14 maggio          | Internazionali d'Italia 2012 Roma, Italia ATP World Tour Masters 1000 2 227 500 € - Terra rossa - 56S/28Q/24D Singolare - Doppio | Rafael Nadal 7-5, 6-3                         | Novak Đoković                          | Roger Federer David Ferrer                       | Jo-Wilfried Tsonga Andreas Seppi Richard Gasquet Tomáš Berdych       |
| 14 maggio          | Internazionali d'Italia 2012 Roma, Italia ATP World Tour Masters 1000 2 227 500 € - Terra rossa - 56S/28Q/24D Singolare - Doppio | Marcel Granollers Marc López 6-3, 6-2         | Łukasz Kubot Janko Tipsarević          | Roger Federer David Ferrer                       | Jo-Wilfried Tsonga Andreas Seppi Richard Gasquet Tomáš Berdych       |
| 21 maggio          | Open de Nice Côte d'Azur 2012 Nizza, Francia ATP World Tour 250 398 250 € - Terra rossa - 32S/32Q/16D Singolare - Doppio         | Nicolás Almagro 6-3, 6-2                      | Brian Baker                            | Nikolaj Davydenko Gilles Simon                   | John Isner Michail Kukuškin Steve Darcis Thomaz Bellucci             |
| 21 maggio          | Open de Nice Côte d'Azur 2012 Nizza, Francia ATP World Tour 250 398 250 € - Terra rossa - 32S/32Q/16D Singolare - Doppio         | Bob Bryan Mike Bryan 7–6(5), 6-3              | Oliver Marach Filip Polášek            | Nikolaj Davydenko Gilles Simon                   | John Isner Michail Kukuškin Steve Darcis Thomaz Bellucci             |
| 21 maggio          | Power Horse World Team Cup 2012 Düsseldorf, Germania ATP World Team Championship 1 100 000 € – Terra rossa – 8 squadre (RR)      | Serbia 3-0                                    | Rep. Ceca                              | Round Robin (Gruppo Blu) Germania Russia Croazia | Round Robin (Gruppo Rosso) Argentina Stati Uniti Giappone            |
| 28 maggio 4 giugno | Open di Francia 2012 Parigi, Francia Grande Slam 16 150 460 € - Terra rossa - 128S/128Q/64D/32X Singolare - Doppio - Misto       | Rafael Nadal 6-4, 6-3, 2-6, 7-5               | Novak Đoković                          | Roger Federer David Ferrer                       | Jo-Wilfried Tsonga Juan Martín del Potro Andy Murray Nicolás Almagro |
| 28 maggio 4 giugno | Open di Francia 2012 Parigi, Francia Grande Slam 16 150 460 € - Terra rossa - 128S/128Q/64D/32X Singolare - Doppio - Misto       | Daniel Nestor Maks Mirny 6-4, 6-4             | Bob Bryan Mike Bryan                   | Roger Federer David Ferrer                       | Jo-Wilfried Tsonga Juan Martín del Potro Andy Murray Nicolás Almagro |
| 28 maggio 4 giugno | Open di Francia 2012 Parigi, Francia Grande Slam 16 150 460 € - Terra rossa - 128S/128Q/64D/32X Singolare - Doppio - Misto       | Sania Mirza Mahesh Bhupathi 7–6(3), 6-1       | Klaudia Jans-Ignacik Santiago González | Roger Federer David Ferrer                       | Jo-Wilfried Tsonga Juan Martín del Potro Andy Murray Nicolás Almagro |

### Giugno
| Settimana          | Torneo | Campioni                                                       | Finalisti                             | Semifinalisti                        | Eliminati ai quarti                                                 |
| ------------------ | --- | -------------------------------------------------------------- | ------------------------------------- | ------------------------------------ | ------------------------------------------------------------------- |
| 11 giugno          | Queen's Club Championships 2012 Londra, Gran Bretagna ATP World Tour 250 750 000 € - Erba - 56S/32Q/24D Singolare - Doppio             | Marin Čilić 6(3)–7, 4-3, squalifica                            | David Nalbandian                      | Sam Querrey Grigor Dimitrov          | Ivan Dodig Lu Yen-hsun Xavier Malisse Kevin Anderson                |
| 11 giugno          | Queen's Club Championships 2012 Londra, Gran Bretagna ATP World Tour 250 750 000 € - Erba - 56S/32Q/24D Singolare - Doppio             | Maks Mirny Daniel Nestor 6-3, 6-4                              | Bob Bryan Mike Bryan                  | Sam Querrey Grigor Dimitrov          | Ivan Dodig Lu Yen-hsun Xavier Malisse Kevin Anderson                |
| 11 giugno          | Halle Open 2012 Halle, Germania ATP World Tour 250 750 000 € - Erba - 32S/32Q/16D Singolare - Doppio                                   | Tommy Haas 7–6(5), 6-4                                         | Roger Federer                         | Michail Južnyj Philipp Kohlschreiber | Rafael Nadal Tomáš Berdych Radek Štěpánek Milos Raonic              |
| 11 giugno          | Halle Open 2012 Halle, Germania ATP World Tour 250 750 000 € - Erba - 32S/32Q/16D Singolare - Doppio                                   | Aisam-ul-Haq Qureshi Jean-Julien Rojer 6-3, 6-4                | Treat Conrad Huey Scott Lipsky        | Michail Južnyj Philipp Kohlschreiber | Rafael Nadal Tomáš Berdych Radek Štěpánek Milos Raonic              |
| 18 giugno          | UNICEF Open 2012 's-Hertogenbosch, Paesi Bassi ATP World Tour 250 450 000 € - Erba - 32S/32Q/16D Singolare - Doppio                    | David Ferrer 6-3, 6-4                                          | Philipp Petzschner                    | Benoît Paire Xavier Malisse          | Igor Sijsling Tatsuma Itō Édouard Roger-Vasselin Gilles Müller      |
| 18 giugno          | UNICEF Open 2012 's-Hertogenbosch, Paesi Bassi ATP World Tour 250 450 000 € - Erba - 32S/32Q/16D Singolare - Doppio                    | Robert Lindstedt Horia Tecău 6-3, 7-6(1)                       | Juan Sebastián Cabal Dmitrij Tursunov | Benoît Paire Xavier Malisse          | Igor Sijsling Tatsuma Itō Édouard Roger-Vasselin Gilles Müller      |
| 18 giugno          | AEGON International 2012 Eastbourne, Gran Bretagna ATP World Tour 250 450 000 € - Erba - 32S/23Q/16D Singolare - Doppio                | Andy Roddick 6-3, 6-2                                          | Andreas Seppi                         | Steve Darcis Ryan Harrison           | Marinko Matosevic Fabio Fognini Philipp Kohlschreiber Denis Istomin |
| 18 giugno          | AEGON International 2012 Eastbourne, Gran Bretagna ATP World Tour 250 450 000 € - Erba - 32S/23Q/16D Singolare - Doppio                | Colin Fleming Ross Hutchins 6-4, 6-3                           | Jamie Delgado Ken Skupski             | Steve Darcis Ryan Harrison           | Marinko Matosevic Fabio Fognini Philipp Kohlschreiber Denis Istomin |
| 25 giugno 8 luglio | Torneo di Wimbledon 2012 Londra, Gran Bretagna Grande Slam 12 550 000 £ - Erba 128S/128Q/64D/16Q/48X Singolare - Doppio - Doppio misto | Roger Federer 4–6, 7–5, 6–3, 6–4                               | Andy Murray                           | Novak Đoković Jo-Wilfried Tsonga     | Florian Mayer Michail Južnyj David Ferrer Philipp Kohlschreiber     |
| 25 giugno 8 luglio | Torneo di Wimbledon 2012 Londra, Gran Bretagna Grande Slam 12 550 000 £ - Erba 128S/128Q/64D/16Q/48X Singolare - Doppio - Doppio misto | Jonathan Marray Frederik Nielsen 4–6, 6–4, 7–6(5), 6(5)–7, 6–3 | Robert Lindstedt Horia Tecău          | Novak Đoković Jo-Wilfried Tsonga     | Florian Mayer Michail Južnyj David Ferrer Philipp Kohlschreiber     |
| 25 giugno 8 luglio | Torneo di Wimbledon 2012 Londra, Gran Bretagna Grande Slam 12 550 000 £ - Erba 128S/128Q/64D/16Q/48X Singolare - Doppio - Doppio misto | Lisa Raymond Mike Bryan 6–3, 5–7, 6–4                          | Elena Vesnina Leander Paes            | Novak Đoković Jo-Wilfried Tsonga     | Florian Mayer Michail Južnyj David Ferrer Philipp Kohlschreiber     |

### Luglio
| Settimana | Torneo | Campioni                                                | Finalisti                                      | Semifinalisti                                | Eliminati nei quarti                                                   |
| --------- | --- | ------------------------------------------------------- | ---------------------------------------------- | -------------------------------------------- | ---------------------------------------------------------------------- |
| 9 luglio  | Campbell's Hall of Fame Tennis Champs 2012 Newport, Stati Uniti ATP World Tour 250 500 000 $ - Erba - 32S/32Q/16D Singolare - Doppio                | John Isner 7-6(1), 6-4                                  | Lleyton Hewitt                                 | Ryan Harrison Rajeev Ram                     | Izak van der Merwe Benjamin Becker Dudi Sela Kei Nishikori             |
| 9 luglio  | Campbell's Hall of Fame Tennis Champs 2012 Newport, Stati Uniti ATP World Tour 250 500 000 $ - Erba - 32S/32Q/16D Singolare - Doppio                | Santiago González Scott Lipsky 7–6(3), 6-3              | Colin Fleming Ross Hutchins                    | Ryan Harrison Rajeev Ram                     | Izak van der Merwe Benjamin Becker Dudi Sela Kei Nishikori             |
| 9 luglio  | Swedish Open 2012 Båstad, Svezia ATP World Tour 250 450 000 € - Terra rossa - 28S/32Q/16D Singolare - Doppio                                        | David Ferrer 6-2, 6-2                                   | Nicolás Almagro                                | Grigor Dimitrov Jan Hájek                    | Tommy Robredo Albert Ramos Viñolas Jürgen Zopp Daniel Gimeno Traver    |
| 9 luglio  | Swedish Open 2012 Båstad, Svezia ATP World Tour 250 450 000 € - Terra rossa - 28S/32Q/16D Singolare - Doppio                                        | Robert Lindstedt Horia Tecău 6-3, 7–6(5)                | Alexander Peya Bruno Soares                    | Grigor Dimitrov Jan Hájek                    | Tommy Robredo Albert Ramos Viñolas Jürgen Zopp Daniel Gimeno Traver    |
| 9 luglio  | Mercedes Cup 2012 Stoccarda, Germania ATP World Tour 250 450 000 € - Terra rossa - 32S/32Q/16D Singolare - Doppio                                   | Janko Tipsarević 6-4, 5-7, 6-3                          | Juan Mónaco                                    | Thomaz Bellucci Guillermo García López       | Björn Phau Cedrik-Marcel Stebe Dustin Brown Pavol Červenák             |
| 9 luglio  | Mercedes Cup 2012 Stoccarda, Germania ATP World Tour 250 450 000 € - Terra rossa - 32S/32Q/16D Singolare - Doppio                                   | Jérémy Chardy Łukasz Kubot 6-1, 6-3                     | Michal Mertiňák André Sá                       | Thomaz Bellucci Guillermo García López       | Björn Phau Cedrik-Marcel Stebe Dustin Brown Pavol Červenák             |
| 9 luglio  | Croatia Open Umag 2012 Umago, Croazia ATP World Tour 250 450 000 € - Terra rossa - 32S/32Q/16D Singolare - Doppio                                   | Marin Čilić 6-4, 6-2                                    | Marcel Granollers                              | Fernando Verdasco Aleksandr Dolhopolov       | Andrej Kuznecov Matthias Bachinger Carlos Berlocq Wayne Odesnik        |
| 9 luglio  | Croatia Open Umag 2012 Umago, Croazia ATP World Tour 250 450 000 € - Terra rossa - 32S/32Q/16D Singolare - Doppio                                   | David Marrero Fernando Verdasco 6-3, 7–6(4)             | Marcel Granollers Marc López                   | Fernando Verdasco Aleksandr Dolhopolov       | Andrej Kuznecov Matthias Bachinger Carlos Berlocq Wayne Odesnik        |
| 16 luglio | BB&T Atlanta Open 2012 Atlanta, Stati Uniti ATP World Tour 250 600 000 $ - Cemento - 32S/32Q/16D Singolare - Doppio                                 | Andy Roddick 1-6, 7–6(2), 6-2                           | Gilles Müller                                  | John Isner Gō Soeda                          | Jack Sock Michael Russell Kei Nishikori Matthew Ebden                  |
| 16 luglio | BB&T Atlanta Open 2012 Atlanta, Stati Uniti ATP World Tour 250 600 000 $ - Cemento - 32S/32Q/16D Singolare - Doppio                                 | Matthew Ebden Ryan Harrison 6-3, 3-6, [10-6]            | Xavier Malisse Michael Russell                 | John Isner Gō Soeda                          | Jack Sock Michael Russell Kei Nishikori Matthew Ebden                  |
| 16 luglio | Bet-at-home Open - German Tennis Championships 2012 Amburgo, Germania ATP World Tour 500 1 115 000 € - Terra rossa - 48S/24Q/16D Singolare - Doppio | Juan Mónaco 7-5, 6-4                                    | Tommy Haas                                     | Nicolás Almagro Marin Čilić                  | Philipp Kohlschreiber Jérémy Chardy Albert Ramos Viñolas Florian Mayer |
| 16 luglio | Bet-at-home Open - German Tennis Championships 2012 Amburgo, Germania ATP World Tour 500 1 115 000 € - Terra rossa - 48S/24Q/16D Singolare - Doppio | David Marrero Fernando Verdasco 6-4, 6-3                | Rogério Dutra da Silva Daniel Muñoz de la Nava | Nicolás Almagro Marin Čilić                  | Philipp Kohlschreiber Jérémy Chardy Albert Ramos Viñolas Florian Mayer |
| 16 luglio | Crédit Agricole Suisse Open Gstaad 2012 Gstaad, Svizzera ATP World Tour 250 358 425 € - Terra rossa - 32S/32Q/16D Singolare - Doppio                | Thomaz Bellucci 6(6)–7, 6-4, 6-2                        | Janko Tipsarević                               | Paul-Henri Mathieu Grigor Dimitrov           | Jan Hernych Ernests Gulbis Feliciano López Łukasz Kubot                |
| 16 luglio | Crédit Agricole Suisse Open Gstaad 2012 Gstaad, Svizzera ATP World Tour 250 358 425 € - Terra rossa - 32S/32Q/16D Singolare - Doppio                | Marcel Granollers Marc López 6-4, 7–6(9)                | Robert Farah Santiago Giraldo                  | Paul-Henri Mathieu Grigor Dimitrov           | Jan Hernych Ernests Gulbis Feliciano López Łukasz Kubot                |
| 23 luglio | Farmers Classic 2012 Los Angeles, Stati Uniti ATP World Tour 250 630 500 $ - Cemento - 28S/32Q/16D Singolare - Doppio                               | Sam Querrey 6-0, 6-2                                    | Ričardas Berankis                              | Marinko Matosevic Rajeev Ram                 | Michael Russell Nicolas Mahut Leonardo Mayer Xavier Malisse            |
| 23 luglio | Farmers Classic 2012 Los Angeles, Stati Uniti ATP World Tour 250 630 500 $ - Cemento - 28S/32Q/16D Singolare - Doppio                               | Ruben Bemelmans Xavier Malisse 7–6(5), 4-6, [10-7]      | Jamie Delgado Ken Skupski                      | Marinko Matosevic Rajeev Ram                 | Michael Russell Nicolas Mahut Leonardo Mayer Xavier Malisse            |
| 23 luglio | Bet-at-home Cup Kitzbühel 2012 Kitzbühel, Austria ATP World Tour 250 450 000 € – Terra rossa – 28S/16D Singolare – Doppio                           | Robin Haase 6(2)–7, 6-3, 6-2                            | Philipp Kohlschreiber                          | Filippo Volandri Martin Kližan               | Lukáš Rosol Rogério Dutra da Silva Wayne Odesnik Simone Bolelli        |
| 23 luglio | Bet-at-home Cup Kitzbühel 2012 Kitzbühel, Austria ATP World Tour 250 450 000 € – Terra rossa – 28S/16D Singolare – Doppio                           | František Čermák Julian Knowle 7–6(4), 3-6, [12-10]     | Dustin Brown Paul Hanley                       | Filippo Volandri Martin Kližan               | Lukáš Rosol Rogério Dutra da Silva Wayne Odesnik Simone Bolelli        |
| 30 luglio | Tennis ai Giochi della XXX Olimpiade Londra, Regno Unito Olimpiadi Erba - 64S/32D/16X Singolare - Doppio - Doppio misto                             |                                                         |                                                |                                              | Quarto posto                                                           |
| 30 luglio | Tennis ai Giochi della XXX Olimpiade Londra, Regno Unito Olimpiadi Erba - 64S/32D/16X Singolare - Doppio - Doppio misto                             | Andy Murray 6-2, 6-1, 6-4                               | Roger Federer                                  | Juan Martín del Potro 7-5, 6-4               | Novak Đoković                                                          |
| 30 luglio | Tennis ai Giochi della XXX Olimpiade Londra, Regno Unito Olimpiadi Erba - 64S/32D/16X Singolare - Doppio - Doppio misto                             | Bob Bryan Mike Bryan 6-4, 7–6(2)                        | Michaël Llodra Jo-Wilfried Tsonga              | Julien Benneteau Richard Gasquet 7–6(4), 6-2 | David Ferrer Feliciano López                                           |
| 30 luglio | Tennis ai Giochi della XXX Olimpiade Londra, Regno Unito Olimpiadi Erba - 64S/32D/16X Singolare - Doppio - Doppio misto                             | Viktoryja Azaranka Maks Mirny 2-6, 6-3, [10-8]          | Laura Robson Andy Murray                       | Lisa Raymond Mike Bryan 6-3, 4-6, [10-4]     | Sabine Lisicki Christopher Kas                                         |
| 30 luglio | Washington Open 2012 Washington, Stati Uniti ATP World Tour 500 1 165 500 $ – Cemento – 48S/24Q/16D Singolare – Doppio                              | Aleksandr Dolhopolov 6(7)–7, 6-4, 6-1                   | Tommy Haas                                     | Mardy Fish Sam Querrey                       | Xavier Malisse Tobias Kamke Kevin Anderson James Blake                 |
| 30 luglio | Washington Open 2012 Washington, Stati Uniti ATP World Tour 500 1 165 500 $ – Cemento – 48S/24Q/16D Singolare – Doppio                              | Treat Conrad Huey Dominic Inglot 7–6(7), 6(9)–7, [10-5] | Kevin Anderson Sam Querrey                     | Mardy Fish Sam Querrey                       | Xavier Malisse Tobias Kamke Kevin Anderson James Blake                 |

### Agosto
| Settimana             | Torneo | Campioni                                             | Finalisti                      | Semifinalisti                       | Eliminati ai quarti                                              |
| --------------------- | --- | ---------------------------------------------------- | ------------------------------ | ----------------------------------- | ---------------------------------------------------------------- |
| 6 agosto              | Canadian Open 2012 Toronto, Canada ATP World Tour Masters 1000 3 000 000 $ - Cemento - 56S/28Q/24D Singolare - Doppio              | Novak Đoković 6-3, 6-2                               | Richard Gasquet                | Janko Tipsarević John Isner         | Tommy Haas Marcel Granollers Mardy Fish Milos Raonic             |
| 6 agosto              | Canadian Open 2012 Toronto, Canada ATP World Tour Masters 1000 3 000 000 $ - Cemento - 56S/28Q/24D Singolare - Doppio              | Bob Bryan Mike Bryan 6-1, 4-6, [12-10]               | Marcel Granollers Marc López   | Janko Tipsarević John Isner         | Tommy Haas Marcel Granollers Mardy Fish Milos Raonic             |
| 13 agosto             | Cincinnati Masters 2012 Cincinnati, Stati Uniti ATP World Tour Masters 1000 3 000 000 $ - Cemento - 56S/28Q/24D Singolare - Doppio | Roger Federer 6-0, 7–6(7)                            | Novak Đoković                  | Stan Wawrinka Juan Martín del Potro | Mardy Fish Milos Raonic Jérémy Chardy Marin Čilić                |
| 13 agosto             | Cincinnati Masters 2012 Cincinnati, Stati Uniti ATP World Tour Masters 1000 3 000 000 $ - Cemento - 56S/28Q/24D Singolare - Doppio | Robert Lindstedt Horia Tecău 6-4, 6-4                | Mahesh Bhupathi Rohan Bopanna  | Stan Wawrinka Juan Martín del Potro | Mardy Fish Milos Raonic Jérémy Chardy Marin Čilić                |
| 20 agosto             | Winston-Salem Open 2012 Winston-Salem, Stati Uniti ATP World Tour 250 625 000 $ - Cemento - 48S Singolare - Doppio                 | John Isner 3-6, 6-4, 7–6(9)                          | Tomáš Berdych                  | Jo-Wilfried Tsonga Sam Querrey      | Marcel Granollers David Goffin Aleksandr Dolhopolov Steve Darcis |
| 20 agosto             | Winston-Salem Open 2012 Winston-Salem, Stati Uniti ATP World Tour 250 625 000 $ - Cemento - 48S Singolare - Doppio                 | Santiago González Scott Lipsky 6-3, 4-6, [10-2]      | Pablo Andújar Leonardo Mayer   | Jo-Wilfried Tsonga Sam Querrey      | Marcel Granollers David Goffin Aleksandr Dolhopolov Steve Darcis |
| 27 agosto 3 settembre | US Open 2012 New York, Stati Uniti Grande Slam 22 668 000 $ - Cemento 128S/128Q/64D/32X Singolare - Doppio - Doppio misto          | Andy Murray 7–6(10), 7-5, 2-6, 3-6, 6-2              | Novak Đoković                  | Tomáš Berdych David Ferrer          | Roger Federer Marin Čilić Janko Tipsarević Juan Martín del Potro |
| 27 agosto 3 settembre | US Open 2012 New York, Stati Uniti Grande Slam 22 668 000 $ - Cemento 128S/128Q/64D/32X Singolare - Doppio - Doppio misto          | Bob Bryan Mike Bryan 6-3, 6-4                        | Leander Paes Radek Štěpánek    | Tomáš Berdych David Ferrer          | Roger Federer Marin Čilić Janko Tipsarević Juan Martín del Potro |
| 27 agosto 3 settembre | US Open 2012 New York, Stati Uniti Grande Slam 22 668 000 $ - Cemento 128S/128Q/64D/32X Singolare - Doppio - Doppio misto          | Ekaterina Makarova Bruno Soares 6(8)–7, 6-1, [12-10] | Květa Peschke Marcin Matkowski | Tomáš Berdych David Ferrer          | Roger Federer Marin Čilić Janko Tipsarević Juan Martín del Potro |

### Settembre
| Settimana    | Torneo | Campioni                                         | Finalisti                                 | Semifinalisti                       | Eliminati ai quarti                                                           |
| ------------ | --- | ------------------------------------------------ | ----------------------------------------- | ----------------------------------- | ----------------------------------------------------------------------------- |
| 10 settembre | Semifinali Coppa Davis 2012 Gijón, Spagna Buenos Aires, Argentina                                                               | Vincenti semifinali Spagna 3-1 Rep. Ceca 3-2     | Perdenti semifinali Stati Uniti Argentina |                                     |                                                                               |
| 17 settembre | St. Petersburg Open 2012 San Pietroburgo, Russia ATP World Tour 250 750 000 $ - Cemento indoor - 32S/32Q/16D Singolare - Doppio | Martin Kližan 6-2, 6-3                           | Fabio Fognini                             | Michail Južnyj Daniel Gimeno Traver | Guillermo García López Ričardas Berankis Roberto Bautista Agut Flavio Cipolla |
| 17 settembre | St. Petersburg Open 2012 San Pietroburgo, Russia ATP World Tour 250 750 000 $ - Cemento indoor - 32S/32Q/16D Singolare - Doppio | Rajeev Ram Nenad Zimonjić 6-2, 4-6, [10-6]       | Lukáš Lacko Igor Zelenay                  | Michail Južnyj Daniel Gimeno Traver | Guillermo García López Ričardas Berankis Roberto Bautista Agut Flavio Cipolla |
| 17 settembre | Moselle Open 2012 Metz, Francia ATP World Tour 250 450 000 € - Cemento indoor - 32S/32Q/16D Singolare - Doppio                  | Jo-Wilfried Tsonga 6-1, 6-2                      | Andreas Seppi                             | Nikolaj Davydenko Gaël Monfils      | Jesse Levine Ivo Karlović Florian Mayer Philipp Kohlschreiber                 |
| 17 settembre | Moselle Open 2012 Metz, Francia ATP World Tour 250 450 000 € - Cemento indoor - 32S/32Q/16D Singolare - Doppio                  | Nicolas Mahut Édouard Roger-Vasselin 7–6(3), 6-4 | Johan Brunström Frederik Nielsen          | Nikolaj Davydenko Gaël Monfils      | Jesse Levine Ivo Karlović Florian Mayer Philipp Kohlschreiber                 |
| 24 settembre | Thailand Open 2012 Bangkok, Thailandia ATP World Tour 250 608 500 $ - Cemento indoor - 32S/32Q/16D Singolare - Doppio           | Richard Gasquet 6-2, 6-1                         | Gilles Simon                              | Janko Tipsarević Jarkko Nieminen    | Fernando Verdasco Gaël Monfils Milos Raonic Bernard Tomić                     |
| 24 settembre | Thailand Open 2012 Bangkok, Thailandia ATP World Tour 250 608 500 $ - Cemento indoor - 32S/32Q/16D Singolare - Doppio           | Lu Yen-hsun Danai Udomchoke 6-3, 6-4             | Eric Butorac Paul Hanley                  | Janko Tipsarević Jarkko Nieminen    | Fernando Verdasco Gaël Monfils Milos Raonic Bernard Tomić                     |
| 24 settembre | Malaysian Open 2012 Kuala Lumpur, Malaysia ATP World Tour 250 947 750 $ - Cemento indoor - 28S/32S/16D Singolare - Doppio       | Juan Mónaco 7-5, 4-6, 6-3                        | Julien Benneteau                          | David Ferrer Kei Nishikori          | Igor Sijsling Alejandro Falla Nikolaj Davydenko Vasek Pospisil                |
| 24 settembre | Malaysian Open 2012 Kuala Lumpur, Malaysia ATP World Tour 250 947 750 $ - Cemento indoor - 28S/32S/16D Singolare - Doppio       | Alexander Peya Bruno Soares 5-7, 7-5, [10-7]     | Colin Fleming Ross Hutchins               | David Ferrer Kei Nishikori          | Igor Sijsling Alejandro Falla Nikolaj Davydenko Vasek Pospisil                |

### Ottobre
| Settimana  | Torneo | Campioni                                         | Finalisti                              | Semifinalisti                      | Eliminati ai quarti                                                 |
| ---------- | --- | ------------------------------------------------ | -------------------------------------- | ---------------------------------- | ------------------------------------------------------------------- |
| 1º ottobre | China Open 2012 Pechino, Cina ATP World Tour 500 3 337 000 $ - Cemento - 32S/32Q/16D Singolare - Doppio                            | Novak Đoković 7–6(4), 6-2                        | Jo-Wilfried Tsonga                     | Florian Mayer Feliciano López      | Jürgen Melzer Zhang Ze Michail Južnyj Sam Querrey                   |
| 1º ottobre | China Open 2012 Pechino, Cina ATP World Tour 500 3 337 000 $ - Cemento - 32S/32Q/16D Singolare - Doppio                            | Bob Bryan Mike Bryan 6-3, 6-2                    | Carlos Berlocq Denis Istomin           | Florian Mayer Feliciano López      | Jürgen Melzer Zhang Ze Michail Južnyj Sam Querrey                   |
| 1º ottobre | Japan Open Tennis Champs 2012 Tokyo, Giappone ATP World Tour 500 1 226 500 $ - Cemento - 32S/32Q/16D Singolare - Doppio            | Kei Nishikori 7–6(5), 3-6, 6-0                   | Milos Raonic                           | Andy Murray Marcos Baghdatis       | Stan Wawrinka Janko Tipsarević Dmitrij Tursunov Tomáš Berdych       |
| 1º ottobre | Japan Open Tennis Champs 2012 Tokyo, Giappone ATP World Tour 500 1 226 500 $ - Cemento - 32S/32Q/16D Singolare - Doppio            | Alexander Peya Bruno Soares 6-3, 7–6(5)          | Leander Paes Radek Štěpánek            | Andy Murray Marcos Baghdatis       | Stan Wawrinka Janko Tipsarević Dmitrij Tursunov Tomáš Berdych       |
| 8 ottobre  | Shanghai Rolex Masters 2012 Shanghai, Cina ATP World Tour Masters 1000 5 250 000 $ - Cemento - 56S/28Q/24D Singolare - Doppio      | Novak Đoković 5-7, 7–6(11), 6-3                  | Andy Murray                            | Roger Federer Tomáš Berdych        | Marin Čilić Radek Štěpánek Jo-Wilfried Tsonga Tommy Haas            |
| 8 ottobre  | Shanghai Rolex Masters 2012 Shanghai, Cina ATP World Tour Masters 1000 5 250 000 $ - Cemento - 56S/28Q/24D Singolare - Doppio      | Leander Paes Radek Štěpánek 6(7)–7, 6-3, [10-5]  | Mahesh Bhupathi Rohan Bopanna          | Roger Federer Tomáš Berdych        | Marin Čilić Radek Štěpánek Jo-Wilfried Tsonga Tommy Haas            |
| 15 ottobre | Stockholm Open 2012 Stoccolma, Svezia ATP World Tour 250 600 000 € - Cemento indoor - 32S/32Q/16D Singolare - Doppio               | Tomáš Berdych 4-6, 6-4, 6-4                      | Jo-Wilfried Tsonga                     | Marcos Baghdatis Nicolás Almagro   | Serhij Stachovs'kyj Ričardas Berankis Lleyton Hewitt Michail Južnyj |
| 15 ottobre | Stockholm Open 2012 Stoccolma, Svezia ATP World Tour 250 600 000 € - Cemento indoor - 32S/32Q/16D Singolare - Doppio               | Marcelo Melo Bruno Soares 6(4)–7, 7-5, [10-6]    | Robert Lindstedt Nenad Zimonjić        | Marcos Baghdatis Nicolás Almagro   | Serhij Stachovs'kyj Ričardas Berankis Lleyton Hewitt Michail Južnyj |
| 15 ottobre | Kremlin Cup 2012 Mosca, Russia ATP World Tour 250 1 080 500 $ - Cemento indoor - 32S/32Q/16D Singolare - Doppio                    | Andreas Seppi 3-6, 7–6(3), 6-3                   | Thomaz Bellucci                        | Ivo Karlović Malek Jaziri          | Édouard Roger-Vasselin Jerzy Janowicz Lukáš Rosol Tatsuma Itō       |
| 15 ottobre | Kremlin Cup 2012 Mosca, Russia ATP World Tour 250 1 080 500 $ - Cemento indoor - 32S/32Q/16D Singolare - Doppio                    | František Čermák Michal Mertiňák 7-5, 6-3        | Simone Bolelli Daniele Bracciali       | Ivo Karlović Malek Jaziri          | Édouard Roger-Vasselin Jerzy Janowicz Lukáš Rosol Tatsuma Itō       |
| 15 ottobre | Vienna Open 2012 Vienna, Austria ATP World Tour 250 574 750 € - Cemento indoor - 32S/32Q/16D Singolare - Doppio                    | Juan Martín del Potro 7-5,6-3                    | Grega Žemlja                           | Gilles Müller Janko Tipsarević     | Marinko Matosevic Paolo Lorenzi Tommy Haas Aljaž Bedene             |
| 15 ottobre | Vienna Open 2012 Vienna, Austria ATP World Tour 250 574 750 € - Cemento indoor - 32S/32Q/16D Singolare - Doppio                    | Andre Begemann Martin Emmrich 6-4, 3-6, [10-4]   | Julian Knowle Filip Polášek            | Gilles Müller Janko Tipsarević     | Marinko Matosevic Paolo Lorenzi Tommy Haas Aljaž Bedene             |
| 22 ottobre | Valencia Open 500 2012 Valencia, Spagna ATP World Tour 500 2 019 000 € - Cemento indoor - 32S/32Q/16D Singolare - Doppio           | David Ferrer 6-1, 3-6, 6-4                       | Aleksandr Dolhopolov                   | Ivan Dodig Jürgen Melzer           | Nicolás Almagro Marin Čilić Marcel Granollers David Goffin          |
| 22 ottobre | Valencia Open 500 2012 Valencia, Spagna ATP World Tour 500 2 019 000 € - Cemento indoor - 32S/32Q/16D Singolare - Doppio           | Alexander Peya Bruno Soares 6-3, 6-2             | David Marrero Fernando Verdasco        | Ivan Dodig Jürgen Melzer           | Nicolás Almagro Marin Čilić Marcel Granollers David Goffin          |
| 22 ottobre | Swiss Indoors Basel 2012 Basilea, Svizzera ATP World Tour 500 1 755 000 € - Cemento indoor - 32S/32Q/16D Singolare - Doppio        | Juan Martín del Potro 6-4, 6(5)–7, 7–6(3)        | Roger Federer                          | Paul-Henri Mathieu Richard Gasquet | Benoît Paire Grigor Dimitrov Michail Južnyj Kevin Anderson          |
| 22 ottobre | Swiss Indoors Basel 2012 Basilea, Svizzera ATP World Tour 500 1 755 000 € - Cemento indoor - 32S/32Q/16D Singolare - Doppio        | Daniel Nestor Nenad Zimonjić 7-5, 6(4)–7, [10-5] | Treat Conrad Huey Dominic Inglot       | Paul-Henri Mathieu Richard Gasquet | Benoît Paire Grigor Dimitrov Michail Južnyj Kevin Anderson          |
| 29 ottobre | BNP Paribas Masters 2012 Parigi, Francia ATP World Tour Masters 1000 2 750 000 $ - Cemento indoor - 48S/24Q/24D Singolare - Doppio | David Ferrer 6-4, 6-3                            | Jerzy Janowicz                         | Gilles Simon Michaël Llodra        | Tomáš Berdych Janko Tipsarević Jo-Wilfried Tsonga Sam Querrey       |
| 29 ottobre | BNP Paribas Masters 2012 Parigi, Francia ATP World Tour Masters 1000 2 750 000 $ - Cemento indoor - 48S/24Q/24D Singolare - Doppio | Mahesh Bhupathi Rohan Bopanna 7–6(6), 6-3        | Aisam-ul-Haq Qureshi Jean-Julien Rojer | Gilles Simon Michaël Llodra        | Tomáš Berdych Janko Tipsarević Jo-Wilfried Tsonga Sam Querrey       |

### Novembre
| Settimana   | Torneo | Campioni                                      | Finalisti                     | Semifinalisti                     | Eliminati ai quarti                                                                          |
| ----------- | --- | --------------------------------------------- | ----------------------------- | --------------------------------- | -------------------------------------------------------------------------------------------- |
| 5 novembre  | ATP World Tour Finals 2012 Londra, Gran Bretagna ATP World Tour Finals 2 227 500 £ - Cemento indoor - 8S/8D (RR) Singolare - Doppio | Novak Đoković 7–6(6), 7-5                     | Roger Federer                 | Juan Martín del Potro Andy Murray | Round Robin Gruppo A Tomáš Berdych Jo-Wilfried Tsonga Gruppo B David Ferrer Janko Tipsarević |
| 5 novembre  | ATP World Tour Finals 2012 Londra, Gran Bretagna ATP World Tour Finals 2 227 500 £ - Cemento indoor - 8S/8D (RR) Singolare - Doppio | Marcel Granollers Marc López 7-5, 3-6, [10-3] | Mahesh Bhupathi Rohan Bopanna | Juan Martín del Potro Andy Murray | Round Robin Gruppo A Tomáš Berdych Jo-Wilfried Tsonga Gruppo B David Ferrer Janko Tipsarević |
| 12 novembre | Finale Coppa Davis 2012 Praga, Repubblica Ceca - Cemento indoor                                                                     | Rep. Ceca 3-2                                 | Spagna                        |                                   |                                                                                              |

### Dicembre
Nessun evento 

## Informazioni statistiche

### Titoli vinti per giocatore
| Titoli | Giocatore              | S | D | X | S | D | X | S | D | S | D | S | D | S | D | S | D | X |
| ------ | ---------------------- | - | - | - | - | - | - | - | - | - | - | - | - | - | - | - | - | - |
| 8      | Mike Bryan             |   | ● | ● |   | ● |   |   |   |   | ● |   | ● |   | ● | 0 | 7 | 1 |
| 7      | Bob Bryan              |   | ● |   |   | ● |   |   |   |   | ● |   | ● |   | ● | 0 | 7 | 0 |
| 7      | David Ferrer           |   |   |   |   |   |   |   |   | ● |   | ● |   | ● |   | 7 | 0 | 0 |
| 6      | Novak Đoković          | ● |   |   |   |   |   | ● |   | ● |   | ● |   |   |   | 6 | 0 | 0 |
| 6      | Roger Federer          | ● |   |   |   |   |   |   |   | ● |   | ● |   |   |   | 6 | 0 | 0 |
| 6      | Bruno Soares           |   |   | ● |   |   |   |   |   |   |   |   | ● |   | ● | 0 | 5 | 1 |
| 5      | Rafael Nadal           | ● |   |   |   |   |   |   |   | ● | ● | ● |   |   |   | 4 | 1 | 0 |
| 5      | Maks Mirny             |   | ● |   |   |   | ● |   |   |   |   |   | ● |   | ● | 0 | 4 | 1 |
| 5      | Horia Tecău            |   |   | ● |   |   |   |   |   |   | ● |   |   |   | ● | 0 | 4 | 1 |
| 5      | Daniel Nestor          |   | ● |   |   |   |   |   |   |   |   |   | ● |   | ● | 0 | 5 | 0 |
| 4      | Leander Paes           |   | ● |   |   |   |   |   |   |   | ● |   |   |   | ● | 0 | 4 | 0 |
| 4      | Marc López             |   |   |   |   |   |   |   | ● |   | ● |   |   |   | ● | 0 | 4 | 0 |
| 4      | Robert Lindstedt       |   |   |   |   |   |   |   |   |   | ● |   |   |   | ● | 0 | 4 | 0 |
| 4      | David Marrero          |   |   |   |   |   |   |   |   |   |   |   | ● |   | ● | 0 | 4 | 0 |
| 4      | Alexander Peya         |   |   |   |   |   |   |   |   |   |   |   | ● |   | ● | 0 | 4 | 0 |
| 4      | Fernando Verdasco      |   |   |   |   |   |   |   |   |   |   |   | ● |   | ● | 0 | 4 | 0 |
| 4      | Juan Martín del Potro  |   |   |   |   |   |   |   |   |   |   | ● |   | ● |   | 4 | 0 | 0 |
| 4      | Juan Mónaco            |   |   |   |   |   |   |   |   |   |   | ● |   | ● |   | 4 | 0 | 0 |
| 3      | Radek Štěpánek         |   | ● |   |   |   |   |   |   |   | ● |   |   |   |   | 0 | 3 | 0 |
| 3      | Mahesh Bhupathi        |   |   | ● |   |   |   |   |   |   | ● |   | ● |   |   | 0 | 2 | 1 |
| 3      | Andy Murray            | ● |   |   | ● |   |   |   |   |   |   |   |   | ● |   | 3 | 0 | 0 |
| 3      | Marcel Granollers      |   |   |   |   |   |   |   | ● |   | ● |   |   |   | ● | 0 | 3 | 0 |
| 3      | Nenad Zimonjić         |   |   |   |   |   |   |   |   |   |   |   | ● |   | ● | 0 | 3 | 0 |
| 3      | František Čermák       |   |   |   |   |   |   |   |   |   |   |   |   |   | ● | 0 | 3 | 0 |
| 3      | Nicolas Mahut          |   |   |   |   |   |   |   |   |   |   |   |   |   | ● | 0 | 3 | 0 |
| 3      | Édouard Roger-Vasselin |   |   |   |   |   |   |   |   |   |   |   |   |   | ● | 0 | 3 | 0 |
| 2      | Rohan Bopanna          |   |   |   |   |   |   |   |   |   | ● |   | ● |   |   | 0 | 2 | 0 |
| 2      | Mariusz Fyrstenberg    |   |   |   |   |   |   |   |   |   | ● |   | ● |   |   | 0 | 2 | 0 |
| 2      | Marcin Matkowski       |   |   |   |   |   |   |   |   |   | ● |   | ● |   |   | 0 | 2 | 0 |
| 2      | Nicolás Almagro        |   |   |   |   |   |   |   |   |   |   |   |   | ● |   | 2 | 0 | 0 |
| 2      | Marin Čilić            |   |   |   |   |   |   |   |   |   |   |   |   | ● |   | 2 | 0 | 0 |
| 2      | Tomáš Berdych          |   |   |   |   |   |   |   |   |   |   |   |   | ● |   | 2 | 0 | 0 |
| 2      | John Isner             |   |   |   |   |   |   |   |   |   |   |   |   | ● |   | 2 | 0 | 0 |
| 2      | Milos Raonic           |   |   |   |   |   |   |   |   |   |   |   |   | ● |   | 2 | 0 | 0 |
| 2      | Andy Roddick           |   |   |   |   |   |   |   |   |   |   |   |   | ● |   | 2 | 0 | 0 |
| 2      | Andreas Seppi          |   |   |   |   |   |   |   |   |   |   |   |   | ● |   | 2 | 0 | 0 |
| 2      | Jo-Wilfried Tsonga     |   |   |   |   |   |   |   |   |   |   |   |   | ● |   | 2 | 0 | 0 |
| 2      | Sam Querrey            |   |   |   |   |   |   |   |   |   |   |   |   | ● | ● | 1 | 1 | 0 |
| 2      | Janko Tipsarević       |   |   |   |   |   |   |   |   |   |   |   |   | ● | ● | 1 | 1 | 0 |
| 2      | Michail Južnyj         |   |   |   |   |   |   |   |   |   |   |   |   | ● | ● | 1 | 1 | 0 |
| 2      | Colin Fleming          |   |   |   |   |   |   |   |   |   |   |   |   |   | ● | 0 | 2 | 0 |
| 2      | Santiago González      |   |   |   |   |   |   |   |   |   |   |   |   |   | ● | 0 | 2 | 0 |
| 2      | Ross Hutchins          |   |   |   |   |   |   |   |   |   |   |   |   |   | ● | 0 | 2 | 0 |
| 2      | Scott Lipsky           |   |   |   |   |   |   |   |   |   |   |   |   |   | ● | 0 | 2 | 0 |
| 2      | Xavier Malisse         |   |   |   |   |   |   |   |   |   |   |   |   |   | ● | 0 | 2 | 0 |
| 2      | Filip Polášek          |   |   |   |   |   |   |   |   |   |   |   |   |   | ● | 0 | 2 | 0 |
| 2      | Aisam-ul-Haq Qureshi   |   |   |   |   |   |   |   |   |   |   |   |   |   | ● | 0 | 2 | 0 |
| 2      | Jean-Julien Rojer      |   |   |   |   |   |   |   |   |   |   |   |   |   | ● | 0 | 2 | 0 |
| 1      | Jonathan Marray        |   | ● |   |   |   |   |   |   |   |   |   |   |   |   | 0 | 1 | 0 |
| 1      | Frederik Nielsen       |   | ● |   |   |   |   |   |   |   |   |   |   |   |   | 0 | 1 | 0 |
| 1      | Aleksandr Dolhopolov   |   |   |   |   |   |   |   |   |   |   | ● |   |   |   | 1 | 0 | 0 |
| 1      | Jürgen Melzer          |   |   |   |   |   |   |   |   |   |   | ● |   |   |   | 1 | 0 | 0 |
| 1      | Kei Nishikori          |   |   |   |   |   |   |   |   |   |   | ● |   |   |   | 1 | 0 | 0 |
| 1      | Treat Conrad Huey      |   |   |   |   |   |   |   |   |   |   |   | ● |   |   | 0 | 1 | 0 |
| 1      | Dominic Inglot         |   |   |   |   |   |   |   |   |   |   |   | ● |   |   | 0 | 1 | 0 |
| 1      | Michaël Llodra         |   |   |   |   |   |   |   |   |   |   |   | ● |   |   | 0 | 1 | 0 |
| 1      | Kevin Anderson         |   |   |   |   |   |   |   |   |   |   |   |   | ● |   | 1 | 0 | 0 |
| 1      | Pablo Andújar          |   |   |   |   |   |   |   |   |   |   |   |   | ● |   | 1 | 0 | 0 |
| 1      | Thomaz Bellucci        |   |   |   |   |   |   |   |   |   |   |   |   | ● |   | 1 | 0 | 0 |
| 1      | Richard Gasquet        |   |   |   |   |   |   |   |   |   |   |   |   | ● |   | 1 | 0 | 0 |
| 1      | Tommy Haas             |   |   |   |   |   |   |   |   |   |   |   |   | ● |   | 1 | 0 | 0 |
| 1      | Robin Haase            |   |   |   |   |   |   |   |   |   |   |   |   | ● |   | 1 | 0 | 0 |
| 1      | Martin Kližan          |   |   |   |   |   |   |   |   |   |   |   |   | ● |   | 1 | 0 | 0 |
| 1      | Philipp Kohlschreiber  |   |   |   |   |   |   |   |   |   |   |   |   | ● |   | 1 | 0 | 0 |
| 1      | Jarkko Nieminen        |   |   |   |   |   |   |   |   |   |   |   |   | ● |   | 1 | 0 | 0 |
| 1      | Gilles Simon           |   |   |   |   |   |   |   |   |   |   |   |   | ● |   | 1 | 0 | 0 |
| 1      | Marcos Baghdatis       |   |   |   |   |   |   |   |   |   |   |   |   |   | ● | 0 | 1 | 0 |
| 1      | Andre Begemann         |   |   |   |   |   |   |   |   |   |   |   |   |   | ● | 0 | 1 | 0 |
| 1      | Ruben Bemelmans        |   |   |   |   |   |   |   |   |   |   |   |   |   | ● | 0 | 1 | 0 |
| 1      | James Blake            |   |   |   |   |   |   |   |   |   |   |   |   |   | ● | 0 | 1 | 0 |
| 1      | Dustin Brown           |   |   |   |   |   |   |   |   |   |   |   |   |   | ● | 0 | 1 | 0 |
| 1      | Eric Butorac           |   |   |   |   |   |   |   |   |   |   |   |   |   | ● | 0 | 1 | 0 |
| 1      | Jérémy Chardy          |   |   |   |   |   |   |   |   |   |   |   |   |   | ● | 0 | 1 | 0 |
| 1      | Matthew Ebden          |   |   |   |   |   |   |   |   |   |   |   |   |   | ● | 0 | 1 | 0 |
| 1      | Martin Emmrich         |   |   |   |   |   |   |   |   |   |   |   |   |   | ● | 0 | 1 | 0 |
| 1      | Jonathan Erlich        |   |   |   |   |   |   |   |   |   |   |   |   |   | ● | 0 | 1 | 0 |
| 1      | Frederico Gil          |   |   |   |   |   |   |   |   |   |   |   |   |   | ● | 0 | 1 | 0 |
| 1      | Daniel Gimeno Traver   |   |   |   |   |   |   |   |   |   |   |   |   |   | ● | 0 | 1 | 0 |
| 1      | Paul Hanley            |   |   |   |   |   |   |   |   |   |   |   |   |   | ● | 0 | 1 | 0 |
| 1      | Ryan Harrison          |   |   |   |   |   |   |   |   |   |   |   |   |   | ● | 0 | 1 | 0 |
| 1      | Julian Knowle          |   |   |   |   |   |   |   |   |   |   |   |   |   | ● | 0 | 1 | 0 |
| 1      | Mark Knowles           |   |   |   |   |   |   |   |   |   |   |   |   |   | ● | 0 | 1 | 0 |
| 1      | Łukasz Kubot           |   |   |   |   |   |   |   |   |   |   |   |   |   | ● | 0 | 1 | 0 |
| 1      | Oliver Marach          |   |   |   |   |   |   |   |   |   |   |   |   |   | ● | 0 | 1 | 0 |
| 1      | Marcelo Melo           |   |   |   |   |   |   |   |   |   |   |   |   |   | ● | 0 | 1 | 0 |
| 1      | Michal Mertiňák        |   |   |   |   |   |   |   |   |   |   |   |   |   | ● | 0 | 1 | 0 |
| 1      | Andy Ram               |   |   |   |   |   |   |   |   |   |   |   |   |   | ● | 0 | 1 | 0 |
| 1      | Rajeev Ram             |   |   |   |   |   |   |   |   |   |   |   |   |   | ● | 0 | 1 | 0 |
| 1      | Lukáš Rosol            |   |   |   |   |   |   |   |   |   |   |   |   |   | ● | 0 | 1 | 0 |
| 1      | Danai Udomchoke        |   |   |   |   |   |   |   |   |   |   |   |   |   | ● | 0 | 1 | 0 |
| 1      | Lu Yen-hsun            |   |   |   |   |   |   |   |   |   |   |   |   |   | ● | 0 | 1 | 0 |

### Titoli vinti per nazione
| Totale | Nazione       | S | D | M | S | D | M | S | D | S | D | S | D | S | D | S  | D  | M |
| ------ | ------------- | - | - | - | - | - | - | - | - | - | - | - | - | - | - | -- | -- | - |
| 23     | Spagna        | 1 |   |   |   |   |   |   | 1 | 3 | 2 | 3 | 2 | 7 | 4 | 14 | 9  | 0 |
| 19     | Stati Uniti   |   | 1 | 1 |   | 1 |   |   |   |   | 2 |   | 1 | 5 | 8 | 5  | 13 | 1 |
| 11     | Serbia        | 1 |   |   |   |   |   | 1 |   | 3 |   | 1 | 2 | 1 | 2 | 7  | 4  | 0 |
| 9      | Francia       |   |   |   |   |   |   |   |   |   |   |   | 1 | 4 | 4 | 4  | 5  | 0 |
| 8      | Rep. Ceca     |   | 1 |   |   |   |   |   |   |   | 2 |   |   | 1 | 4 | 1  | 7  | 0 |
| 8      | Argentina     |   |   |   |   |   |   |   |   |   |   | 2 |   | 6 |   | 8  | 0  | 0 |
| 7      | India         |   | 1 | 1 |   |   |   |   |   |   | 3 |   | 1 |   | 1 | 0  | 6  | 1 |
| 7      | Regno Unito   | 1 | 1 |   | 1 |   |   |   |   |   |   |   | 1 | 1 | 2 | 3  | 4  | 0 |
| 7      | Canada        |   | 1 |   |   |   |   |   |   |   |   |   | 2 | 2 | 2 | 2  | 5  | 0 |
| 7      | Brasile       |   |   | 1 |   |   |   |   |   |   |   |   | 2 | 1 | 3 | 1  | 5  | 1 |
| 6      | Svizzera      | 1 |   |   |   |   |   |   |   | 3 |   | 2 |   |   |   | 6  | 0  | 0 |
| 6      | Austria       |   |   |   |   |   |   |   |   |   |   | 1 | 2 |   | 3 | 1  | 5  | 0 |
| 5      | Romania       |   |   | 1 |   |   |   |   |   |   | 1 |   |   |   | 3 | 0  | 4  | 1 |
| 5      | Bielorussia   |   | 1 |   |   |   | 1 |   |   |   |   |   | 1 |   | 2 | 0  | 4  | 1 |
| 4      | Svezia        |   |   |   |   |   |   |   |   |   | 1 |   |   |   | 3 | 0  | 4  | 0 |
| 4      | Germania      |   |   |   |   |   |   |   |   |   |   |   |   | 2 | 2 | 2  | 2  | 0 |
| 4      | Slovacchia    |   |   |   |   |   |   |   |   |   |   |   |   | 1 | 3 | 1  | 3  | 0 |
| 3      | Polonia       |   |   |   |   |   |   |   |   |   | 1 |   | 1 |   | 1 | 0  | 3  | 0 |
| 3      | Paesi Bassi   |   |   |   |   |   |   |   |   |   |   |   |   | 1 | 2 | 1  | 2  | 0 |
| 2      | Croazia       |   |   |   |   |   |   |   |   |   |   |   |   | 2 |   | 2  | 0  | 0 |
| 2      | Italia        |   |   |   |   |   |   |   |   |   |   |   |   | 2 |   | 2  | 0  | 0 |
| 2      | Russia        |   |   |   |   |   |   |   |   |   |   |   |   | 1 | 1 | 1  | 1  | 0 |
| 2      | Australia     |   |   |   |   |   |   |   |   |   |   |   |   |   | 2 | 0  | 2  | 0 |
| 2      | Belgio        |   |   |   |   |   |   |   |   |   |   |   |   |   | 2 | 0  | 2  | 0 |
| 2      | Messico       |   |   |   |   |   |   |   |   |   |   |   |   |   | 2 | 0  | 2  | 0 |
| 2      | Pakistan      |   |   |   |   |   |   |   |   |   |   |   |   |   | 2 | 0  | 2  | 0 |
| 1      | Danimarca     |   | 1 |   |   |   |   |   |   |   |   |   |   |   |   | 0  | 1  | 0 |
| 1      | Giappone      |   |   |   |   |   |   |   |   |   |   | 1 |   |   |   | 1  | 0  | 0 |
| 1      | Ucraina       |   |   |   |   |   |   |   |   |   |   | 1 |   |   |   | 1  | 0  | 0 |
| 1      | Filippine     |   |   |   |   |   |   |   |   |   |   |   | 1 |   |   | 0  | 1  | 0 |
| 1      | Finlandia     |   |   |   |   |   |   |   |   |   |   |   |   | 1 |   | 1  | 0  | 0 |
| 1      | Sudafrica     |   |   |   |   |   |   |   |   |   |   |   |   | 1 |   | 1  | 0  | 0 |
| 1      | Bahamas       |   |   |   |   |   |   |   |   |   |   |   |   |   | 1 | 0  | 1  | 0 |
| 1      | Cipro         |   |   |   |   |   |   |   |   |   |   |   |   |   | 1 | 0  | 1  | 0 |
| 1      | Israele       |   |   |   |   |   |   |   |   |   |   |   |   |   | 1 | 0  | 1  | 0 |
| 1      | Portogallo    |   |   |   |   |   |   |   |   |   |   |   |   |   | 1 | 0  | 1  | 0 |
| 1      | Thailandia    |   |   |   |   |   |   |   |   |   |   |   |   |   | 1 | 0  | 1  | 0 |
| 1      | Taipei cinese |   |   |   |   |   |   |   |   |   |   |   |   |   | 1 | 0  | 1  | 0 |

### Informazioni sui titoli
I giocatori sottoelencati hanno vinto il loro primo titolo in carriera in singolo, doppio o in doppio misto:
- Lukáš Rosol – Doha (doppio)
- Janko Tipsarević – Chennai (doppio)
- Horia Tecău – Australian Open (doppio misto)
- Édouard Roger-Vasselin – Montpellier (doppio)
- Marcos Baghdatis – Zagabria (doppio)
- Frederico Gil – Viña del Mar (doppio)
- Daniel Gimeno Traver – Viña del Mar (doppio)
- Frederik Nielsen – Wimbledon (doppio)
- Jonathan Marray – Wimbledon (doppio)
- Ruben Bemelmans – Los Angeles (doppio)
- Treat Conrad Huey – Washington, D.C. (doppio)
- Dominic Inglot – Washington, D.C. (doppio)
- Bruno Soares – US Open (doppio misto)
- Martin Kližan – St. Pietroburgo (singolare)
- Danai Udomchoke – Bangkok (doppio)
- Andre Begemann – Vienna (doppio)
- Martin Emmrich – Vienna (doppio)

I seguenti giocatori hanno difeso un titolo conquistato nel 2011 in singolo, doppio o doppio misto:
- David Ferrer – Auckland (singolare), Acapulco (singolare)
- Leander Paes – Chennai (doppio), Miami (doppio)
- Novak Đoković – Australian Open (singolare) , Miami (singolare), Toronto (singolare)
- Bruno Soares – São Paulo (doppio)
- Nicolás Almagro – São Paulo (singolare), Nizza (singolare)
- Milos Raonic – San Jose (singolare)
- Maks Mirny – Memphis (doppio), Open di Francia (doppio)
- Daniel Nestor – Memphis (doppio), Open di Francia (doppio)
- Pablo Andújar – Casablanca (singolare)
- Rafael Nadal – Monte Carlo (singolare), Barcelona (singolare), Open di Francia (singolare)
- Bob Bryan – Monte Carlo (doppio)
- Mike Bryan – Monte Carlo (doppio)
- Juan Martín del Potro – Estoril (singolare)
- Jean-Julien Rojer – Estoril (doppio)
- Aisam-ul-Haq Qureshi – Halle (doppio)
- Robert Lindstedt – Båstad (doppio)
- Horia Tecău – Båstad (doppio)
- John Isner – Newport (singolare), Winston–Salem (singolare)
- Matthew Ebden – Atlanta (doppio)
- Robin Haase – Kitzbühel (singolare)
- Xavier Malisse – Los Angeles (doppio)
- Jo-Wilfried Tsonga – Metz (singolare)
- František Čermák – Mosca (doppio)
- Nenad Zimonjić – Basilea (doppio)
- Rohan Bopanna – Paris (doppio)

## Ritiri
I seguenti giocatori hanno annunciato il loro ritiro dal tennis professionistico durante il 2012:
- José Acasuso
- Juan Pablo Brzezicki
- Juan Ignacio Chela
- Arnaud Clément
- Brian Dabul
- Juan Carlos Ferrero
- Fernando González
- Mark Knowles
- Ivan Ljubičić
- Peter Luczak
- Andy Roddick
- Rainer Schüttler
- Alexander Waske

## Distribuzione punteggi
| Categoria                             | V           | F          | SF                | QF | R16 | R32 | R64 | R128 | Q | Q3 | Q2 | Q1 |
| ------------------------------------- | ----------- | ---------- | ----------------- | --- | --- | --- | --- | --- | --- | --- | --- | --- |
| Grande Slam (S)                       | 2000        | 1200       | 720               | 360 | 180 | 90 | 45 | 10 | 25 | 16 | 8 | 0 |
| Grande Slam (D)                       | 2000        | 1200       | 720               | 360 | 180 | 90 | 45 | – | – | – | – | – |
| ATP World Tour Finals                 | 1500^ 1100m | 1000^ 600m | 600^ 200m         | (200 per ogni vittoria nel round robin, +400 per la vittoria in semifinale, +500 per la vittoria finale) | (200 per ogni vittoria nel round robin, +400 per la vittoria in semifinale, +500 per la vittoria finale) | (200 per ogni vittoria nel round robin, +400 per la vittoria in semifinale, +500 per la vittoria finale) | (200 per ogni vittoria nel round robin, +400 per la vittoria in semifinale, +500 per la vittoria finale) | (200 per ogni vittoria nel round robin, +400 per la vittoria in semifinale, +500 per la vittoria finale) | (200 per ogni vittoria nel round robin, +400 per la vittoria in semifinale, +500 per la vittoria finale) | (200 per ogni vittoria nel round robin, +400 per la vittoria in semifinale, +500 per la vittoria finale) | (200 per ogni vittoria nel round robin, +400 per la vittoria in semifinale, +500 per la vittoria finale) | (200 per ogni vittoria nel round robin, +400 per la vittoria in semifinale, +500 per la vittoria finale) |
| ATP World Tour Masters 1000 (96S)     | 1000        | 600        | 360               | 180 | 90 | 45 | 25 | 10 | 12 | 7 | 0 | – |
| ATP World Tour Masters 1000 (56S/48S) | 1000        | 600        | 360               | 180 | 90 | 45 | 10 | – | 25 | 14 | 0 | – |
| ATP World Tour Masters 1000 (32/24D)  | 1000        | 600        | 360               | 180 | 90 | – | – | – | – | – | – | – |
| Giochi olimpici (64S)                 | 750         | 450        | 340 (3°) 270 (4°) | 135 | 70 | 35 | 5 | – | – | – | – | – |
| Giochi olimpici (32D)                 | 750         | 450        | 340 (3°) 270 (4°) | 135 | 70 | 35 | – | – | – | – | – | – |
| ATP World Tour 500 series (56S/48S)   | 500         | 300        | 180               | 90 | 45 | 20 | – | – | 20 | 10 | 0 | – |
| ATP World Tour 500 series (32S)       | 500         | 300        | 180               | 90 | 45 | 0 | – | – | 10 | 4 | 0 | – |
| ATP World Tour 500 series (24D)       | 500         | 300        | 180               | 90 | 45 | 0 | – | – | – | – | – | – |
| ATP World Tour 500 series (16D)       | 500         | 300        | 180               | 90 | 0 | – | – | – | – | – | – | – |
| ATP World Tour 250 series (56S)       | 250         | 150        | 90                | 45 | 20 | 5 | 0 | – | 5 | 3 | 0 | – |
| ATP World Tour 250 series (32S)       | 250         | 150        | 90                | 45 | 20 | 0 | – | – | 12 | 6 | 0 | – |
| ATP World Tour 250 series (16D)       | 250         | 150        | 90                | 45 | 0 | – | – | – | – | – | – | – |